# Príncipe da Coroa

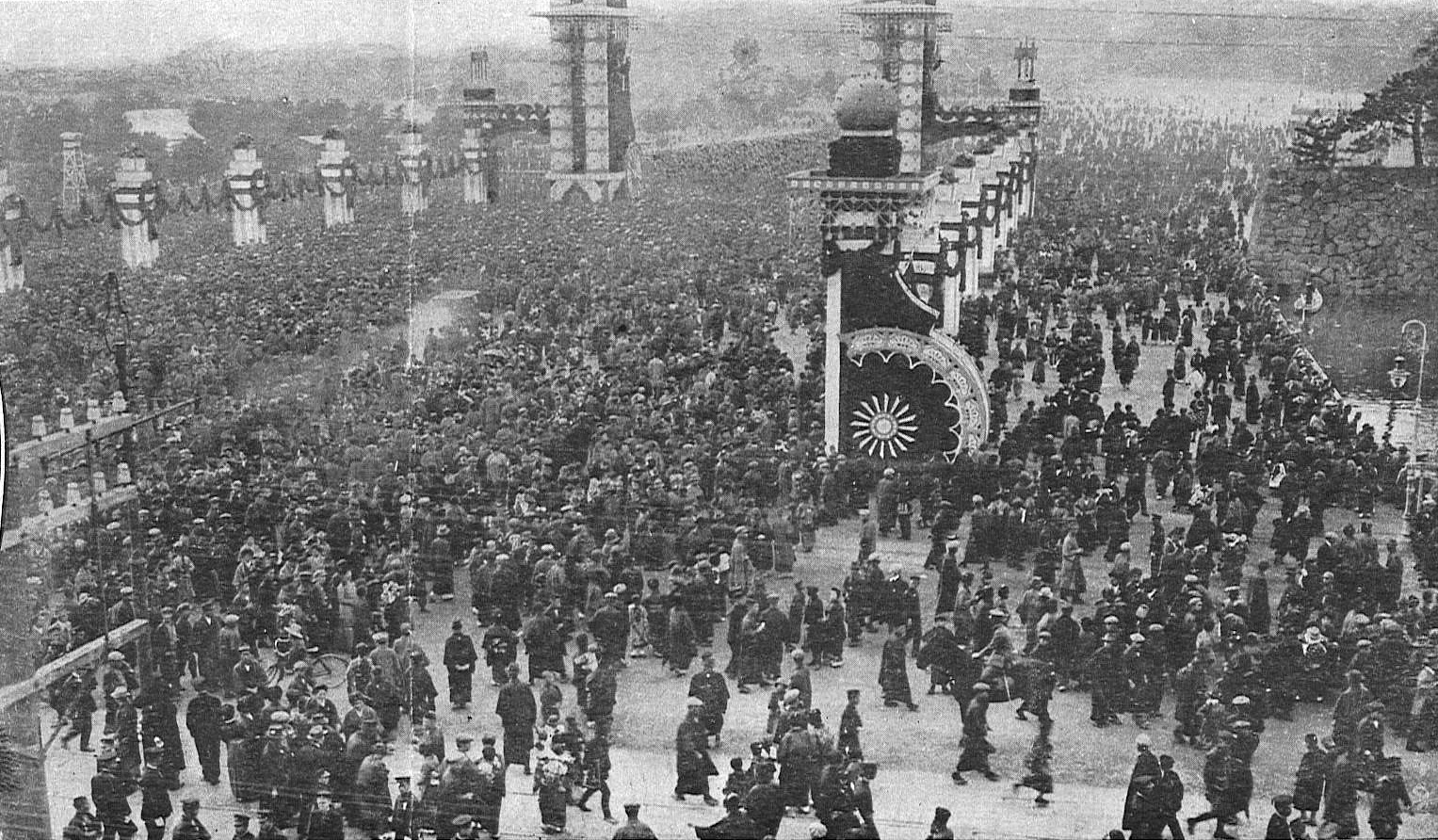
A multidão em frente ao Palácio Imperial no Japão, aguardando a aparição do Príncipe da Coroa Hirohito, para o recente anúncio de seu reconhecimento oficial como o herdeiro aparente ao Trono Imperial Japonês -- New York Times, de 1916.

Um Príncipe da Coroa ou Princesa da Coroa é o herdeiro(a) aparente ao trono (real ou imperial) numa monarquia de forma genérica. A esposa de um príncipe é também chamada de Princesa da Coroa.

## Descrição
O termo é agora utilizado como um título nobiliárquico , principalmente, na Ásia, na Escandinávia, e o Oriente Médio, mas ele também pode ser usado genericamente para se referir à pessoa ou à posição de herdeiro em outros reinos. No entanto, herdeiros aparentes para monarquias não imperiais e não reais (i.é., em que o soberano hereditário detém um título abaixo do de rei/rainha, por exemplo, grão-duque ou príncipe), o Príncipe da Coroa não é utilizado como um título, embora às vezes aparece como um sinônimo para o herdeiro aparente.
Na Europa, onde primogenitura rege a sucessão de todas as monarquias, exceto do Papado e Andorra, o mais velho "filho", do sexo masculino, (Espanha) ou mais velho, "filho, independente do gênero", (Bélgica, Dinamarca, Países Baixos, Noruega, Suécia e Reino Unido), do atual monarca preenche o papel de príncipe ou princesa, dependendo se as mulheres da dinastia desfrutam dos mesmos direitos de sucessão. O filho mais velho vivente de um monarca, por vezes, não é o herdeiro ou o Príncipe da Coroa, porque essa posição pode ser transferida para um descendente de uma pessoa mais velha falecida, que, por "direito de representação", herda o mesmo lugar na linha de sucessão que seria realizada pelo antepassado, se ele ou ela ainda estivessem vivos (por exemplo, Carlos XVI Gustavo da Suécia, foi o príncipe herdeiro da Suécia, de 1950 a 1973, como o mais velho neto por primogenitura masculina do rei Gustavo VI Adolfo da Suécia, que apesar de o ex-príncipe Sigvard Bernadotte, fosse o filho vivo mais velho do rei Gustavo VI Adolfo, e o príncipe Bertil, Duque da Halândia, seu filho mais velho vivente dinasta durante aqueles anos).
Em algumas monarquias, como as do Oriente Médio, por exemplo, em que a primogenitura não é o fator decisivo na sucessão dinástica, uma pessoa não pode possuir o título ou status de príncipe herdeiro por direito de nascimento, mas pode obter (e perder) como resultado de uma designação oficial feito em alguns outros direitos legais ou tradicionais de base, por exemplo, o antigo príncipe da coroa Hassan bin Talal da Jordânia.
Compare herdeiro aparente e herdeiro presuntivo. Nos reinos escandinavos, o herdeiro presuntivo da coroa pode conter um título diferente do que o herdeiro aparente do trono: Príncipe Herdeiro (em alemão: Erbprinz, francês: o príncipe héréditaire). É também o título suportado pelos herdeiros aparentes de Liechtenstein, bem como o herdeiro aparente ou presuntivo de Mônaco. No Luxemburgo, o herdeiro aparente ostenta o título de "Grão-Duque Herdeiro" (em alemão: Erbgroßherzog, luxemburguês: Ierfgroussherzog); juntamente com  "Príncipe Herdeiro", que foi também o título suportado pelos herdeiros aparentes do trono de grão-ducados, ducados e principados soberanos, e das famílias principescas mediatizadas na monarquia alemã em 1918.

## Títulos tradicionais cristãos/ocidentais
Muitas monarquias usam ou não usaram título substantivo para seus herdeiros aparentes, muitas vezes, de origem histórica:
- Delfim (Reino de França)
- Duque do Brabante (Bélgica)
- Duque de Bragança (Reino de Portugal)
- Duque da Cornualha (Inglaterra)
- Duque de Rothesay (Reino da Escócia), atualmente usado pelo Príncipe de Gales, em lugar de seu título galês quando na Escócia
- Grão-Príncipe (Grão-Ducado da Toscana)
- Marquês da Morávia (Reino da Boêmia)
- Príncipe das Astúrias (Castela e Espanha)
- Príncipe de Girona (Aragão e  Espanha)
- Príncipe Imperial (Império do Brasil, Segundo Império Francês, e o Império do México)
- Príncipe de Orange (Países Baixos), se o título é ou não utilizado pelo cônjuge do titular é decidido pelo Parlamento holandês (por exemplo, a rainha Máxima dos Países Baixos nunca foi intitulada a Princesa de Orange, pelo casamento, por essa razão)
- O príncipe de Piemonte (Reino da Sardenha e, em seguida, Reino de Itália, quando foi alternado com o Príncipe de Nápoles)
- Príncipe Real (França em 1789–1791 e a Monarquia de Julho, e em Portugal desde 1815)
- Príncipe do Turnovo (Reino da Bulgária)
- Príncipe de Viana (Navarra e Espanha)
- Rex junior (Reino da Hungria), literalmente rei junior como se ele fosse coroado durante a vida do rei vivente
- Tsesarevich (Rússia)

Algumas monarquias têm utilizado (embora nem sempre de jure) um título territorial para os herdeiros aparentes que, embora, muitas vezes, percebido como um título de coroa principesca, não é automaticamente hereditário. Ele geralmente requer uma atribuição pelo soberano, que pode ser retido.
Atuais e antigos títulos nesta categoria, incluem:
- César ou Kaisar (Roma e no início do Império Bizantino) em honra de Gaius Julius, distinguido do sênior Augusto
- Simbasileu (do final do Império Bizantino), lit. coimperador, mas ainda distinguido do sênior, que foi tratada como Autocrator
- Aetheling (Anglo-Saxão da Inglaterra) e Edling (Reinos Galeses), lit. da família real
- Duque de Estónia e Lolland (Dinamarca, durante, pelo menos no reinado de Cristóvão II e Valdemar IV)
- Príncipe da Noruega (Dinamarca-Noruega), séculos XV-XIX
- Duque de Valentinois, utilizado por vários herdeiros do trono Monegasco
- Príncipe de Gales, utilizado em Inglaterra, Grã-Bretanha, Reino Unido)
- Rei dos Romanos (Sacro Império Romano-Germânico) - eletivo, ao invés de incluir um título herdado, para o sucessor designado—geralmente o filho, mas, às vezes, o irmão do imperador
- Rei de Roma (Primeiro Império Francês)
- Duque de Esparta (Reino da Grécia), usado brevemente, na Grécia, apenas pelo príncipe Constantino, durante o reinado de seu pai, o rei George I
- Marquês de Baux: usado por vários herdeiros do trono monegasco
- Príncipe do Brasil (título português do herdeiro de 1645 a 1815)
- Duque da Escânia (na Suécia durante o tempo em que Magno IV, da Suécia também foi rei da Escânia)
- Príncipe da Ani (Reino do Oeste Armênia)
- Príncipe de Alba Iulia (Reino da Romênia)
- Grão Voivoda de Grahovo (Reino do Montenegro)
- Príncipe de Veneza (ver Eugênio de Beauharnais), para o herdeiro presuntivo de Napoleão I, em seu Reino de Itália
- Duque de Calabria (Reino de Nápoles e do Reino das Duas Sicílias), antes da ascensão do rei Roberto o título do herdeiro napolitano era, Príncipe de Salerno

## 'Príncipe da Coroa' como um título para o herdeiro aparente, utilizado hoje
Atualmente, os seguintes estados usar o título de "Príncipe da Coroa" ou "Princesa da Coroa"), como o título para os herdeiros aparentes para seus tronos:
- Bahrein - o príncipe da coroa Salman bin Hamad bin Isa Al Khalifa
- Brunei - o príncipe da coroa Al-Muhtadee Billah
- Dinamarca - o príncipe da coroa Frederico, Príncipe Herdeiro da Dinamarca, Conde de Montpezat
- Japão - o príncipe da coroa Naruhito
- Jordânia - o príncipe da coroa Hussein
- Kuwait - Nawaf Al-Ahmad Al-Jaber Al-Sabah
- Marrocos - o príncipe da coroa Moulay Hassan
- Noruega -  o príncipe da coroaHaakon
- Arábia saudita - o príncipe da coroa Muhammad bin Nayef
- Essuatíni - (posição de príncipe da coroa atualmente vago)
- Suécia - Princesa da Coroa Victoria, a Duquesa de Västergötland
- Tailândia - (posição de príncipe da coroa atualmente vago)
- Tonga - o príncipe da coroa Tupouto'a'Ulukalala
- Emirados Árabes Unidos: cada um dos constituintes Emirados da U. A. E. usa o título de "Príncipe da Coroa" para seus herdeiros aparentes:
  - Em Abu Dhabi, o príncipe da coroa Mohammed bin Zayed Al Nahyan
  - Dubai - O príncipe da coroa Hamdan bin Mohammed bin Rashid Al Maktoum
  - Fujairah - O príncipe da coroa Mohammed bin Hamad bin Mohammed Al Sharqi
  - Ajman - O príncipe da coroa Ammar bin Humaid Al Nuaimi
  - Ras Al-Khamiah - O príncipe da coroa Muhammad bin Saud bin Saqr Al Qasimi
  - Sharjah - O príncipe da coroa Sultan Bin Mohammed Bin Sultan Al Qasimi
  - Umm al-Quwain - O príncipe da coroa Rashid bin Saud bin Rashid Al Mua'lla

Além disso, os seguintes herdeiros aparentes de antigas monarquias usam o título de Príncipe da Coroa como um título de cortesia internacional:
- Afeganistão - O príncipe da coroa Ohmad Shah Jahan
- Grécia - O príncipe da coroa Paulo
- Irã - O príncipe da coroa Reza Pahlavi
- Nepal - O príncipe da coroa Pars
- Jugoslávia - O príncipe da coroa Alexandre

## Outras tradições específicas
Egito, Príncipe do Saíde, o que significa "Príncipe do Egito Superior"
Pérsia (Iran), da dinastia Pahlavi e a dinastia Qajar, o estilo completo foi Vala Hazrat-i-Humayun Vali Ahd, Shahzada (nome), (em persa: والاحضرت همایون ولایتعهد) i.e. Sua Augusta Majestade Imperial, o herdeiro aparente, o príncipe ...
- o componente acima vali ahd (ou Velayat Ahd), significando 'sucessor, em virtude de um convênio (ou várias formas e derivações etimológicas) foi adotada por muitos monarquias orientais, mesmo algumas não muçulmanas, p.ex. Walet como título alternativo para o nepalês (Hindu) real herdeiro aparente, usado pela primeira vez o Príncipe da Coroa Trailokya no meio do século XIX, tomadas a partir do título Mughal de Vali Dam

Tradição hindu (subcontinente Indiano):
- Yuvaraja foi parte do título completo em muitos estados principescos da Índia, por exemplo,
  - em Jammu & Kashmir, o herdeiro aparente foi denominado Maharaj Kumar Shri Yuvaraj (nome pessoal) Singhji Bahadur
- Tika
- Nepal, onde o rei foi denominado Maharajadhiraja:
  - o herdeiro aparente foi denominado: Sri Sri Sri Sri Sri Yuvarajadhiraj ('Jovem Rei dos Reis", isto é, Príncipe da Coroa) (nome pessoal) Bir Bikram Shah Deva;
  - o filho mais velho do herdeiro foi denominado de: Sri Sri Sri Sri Sri Nava Yuvaraj ("Jovem Príncipe da Coroa") (nome pessoal) Bir Bikram Shah Deva

Tradições do leste asiático:
- Os cognatos do chinês Huang Taizi (皇太子, "Grande Filho Imperial") - se um filho do reinante imperador, e Huang Taisun (皇太孫, Grande Neto Imperial) - se um neto do imperador:

| se o herdeiro aparente é um: | filho               | neto                 |
| ---------------------------- | ------------------- | -------------------- |
| Chinês                       | Huang Taizi         | Huang Taisun         |
| Japonês                      | Kōtaishi            | Kōtaison             |
| Coreano                      | Hwangtaeja (황태자) | Hwangtaeson (황태손) |
| Vietnamita                   | Hoàng Thái Tử       | Hoàng Thái Tôn       |

- Durante a dinastia Joseon na Coreia, o Príncipe da Coroa foi referido como Dong-gung(동궁, 東宮), devido à localização de sua residência, o palácio principal; ou wangseja (王世子 왕세자). Ele não era necessariamente o primeiro filho, wonja (元子 원자).

Tradições do sudeste asiático:
- Siam Makutrajakuman (สยามมกุฎราชกุมาร) na Tailândia desde 1886.
- Krom Phrarajawangboworn Sathanmongkol ou Phra Maha Uparaja ou comumente chamado de Wang Na (ou da Frente do Palácio), na Tailândia antes de 1886.
- Kanjeng Gusti Pangeran Adipati Anom em Sultanato de Yogyakarta e Surakarta, Indonésia.
- Raja Muda ou Tengku Mahkota, em Malaio , da Malásia.
- Pengiran Muda Mahkota em Brunei

Equivalentes em outras culturas:
- Príncipe Jaguar (Mesoamérica)
- Ka Haku O Hawaiʻeu ou